# Jack Eichel
Jack Eichel (ur. 28 października 1996 w North Chelmsford) – amerykański hokeista, reprezentant Stanów Zjednoczonych.

## Kariera
W 2015 roku Jack Eichel otrzymał Hobey Baker Award, nagrodę przyznawaną najlepszemu hokeiście roku w rozgrywkach NCAA. Był drugim pierwszoroczniakiem w historii po Paulu Kariya, który został jej laureatem. Wybrany przez Buffalo Sabres z numerem 2 w NHL Entry Draft 2015, w lipcu 2015 podpisał 3-letni entry-level contract z drużyną z Buffalo. Na początku października 2017 przedłużył kontrakt z Sabres o osiem lat.
Wystąpił na turniejach mistrzostw świata do lat 17 w 2013, mistrzostw świata juniorów do lat 18 w 2013, 2014, mistrzostw świata juniorów do lat 20 w 2014, 2015. W barwach seniorskiej kadry USA uczestniczył w turniejach mistrzostw świata w 2015, 2017, 2019. W składzie zespołu Ameryki Północnej zagrał na turnieju Pucharu Świata 2016.

## Sukcesy
Indywidualne
- Występ w Meczu Gwiazd NHL w sezonie  2017-2018

## Statystyki

### Sezon zasadniczy i play-off
| 2012–13     | U.S. National Development Team | USHL        | 35  | 13 | 14  | 27  | 14 | — | — | — | — | — |
| 2013–14     | U.S. National Development Team | USHL        | 24  | 20 | 25  | 45  | 20 | — | — | — | — | — |
| 2014–15     | Boston University              | HE          | 40  | 26 | 45  | 71  | 22 | — | — | — | — | — |
| 2015–16     | Buffalo Sabres                 | NHL         | 81  | 24 | 32  | 56  | 22 | — | — | — | — | — |
| 2016–17     | Buffalo Sabres                 | NHL         | 61  | 24 | 33  | 57  | 22 | — | — | — | — | — |
| 2017–18     | Buffalo Sabres                 | NHL         | 67  | 25 | 39  | 64  | 32 | — | — | — | — | — |
| NHL łącznie | NHL łącznie                    | NHL łącznie | 209 | 73 | 104 | 177 | 76 | — | — | — | — | — |

### Międzynarodowe
| Rok                | Drużyna            | Turniej            | Wynik              | M  | G  | A  | Pkt | Min |
| ------------------ | ------------------ | ------------------ | ------------------ | -- | -- | -- | --- | --- |
| 2013               | Stany Zjednoczone  | U17                | 1st                | 5  | 3  | 0  | 3   | 2   |
| 2013               | Stany Zjednoczone  | MŚ U18             | 1st                | 7  | 1  | 1  | 2   | 6   |
| 2014               | Stany Zjednoczone  | MŚ U18             | 1st                | 7  | 5  | 5  | 10  | 2   |
| 2014               | Stany Zjednoczone  | MŚJ                | 5                  | 5  | 1  | 4  | 5   | 0   |
| 2015               | Stany Zjednoczone  | MŚJ                | 5                  | 5  | 1  | 3  | 4   | 6   |
| 2015               | Stany Zjednoczone  | MŚ                 | 1st                | 10 | 2  | 5  | 7   | 8   |
| 2016               | Team North America | PŚ                 | 5                  | 3  | 1  | 1  | 2   | 0   |
| 2017               | Stany Zjednoczone  | MŚ                 | 5                  | 8  | 0  | 5  | 5   | 4   |
| Juniorskie łącznie | Juniorskie łącznie | Juniorskie łącznie | Juniorskie łącznie | 29 | 11 | 13 | 24  | 16  |
| Seniorskie łącznie | Seniorskie łącznie | Seniorskie łącznie | Seniorskie łącznie | 21 | 3  | 11 | 14  | 12  |